# Ženska z biserno ogrlico v loži
Ženska z biserno ogrlico v loži (ali Lydia v loži) je slika iz leta 1879 ameriške umetnice Mary Cassatt. Filadelfijski muzej umetnosti je sliko pridobil leta 1978 po zapuščini Charlotte Dorrance Wright . Na slog, v katerem je bila naslikana in prikaz premikajoče se svetlobe in barve, je vplival impresionizem. Ta slika prikazuje pogled na sodobno žensko in je v slogu podobna Degasu. 

## Opis
Ta slika na platnu ima 81,3 x 59,7 cm. Prikazuje žensko, ki sedi na velikem rdečem stolu na balkonu pariške hiše Opéra. Figura sedi pred masivnim ogledalom, ki odseva gledališki prizor, ki ga doživlja ženska; kaže nam tudi pogled, ki ga ima ženska. Tako kot pri Degasu je tudi Cassattova pozorna na »učinke umetne razsvetljave na tone kože«. Žena sedi in uživa v znamenitostih, mestnem nočnem življenju, nad katerim je bila očarana večina impresionistov, ko jo ljudje opazujejo. Oblečena je, kot je bilo pričakovati v gledališču, z obleko v breskovi barvi, ličili, biseri, rokavicami in lasmi, spetimi nazaj. Drži pahljačo in na bodi obleke je pritrjen cvet. Zdi se zmedena nad tem, kar vidi. Hiter slikarski slog impresionističnih slik je tu viden, saj je Cassattovo močno navdihnil. Ozadje je zelo ohlapno, saj so ljudje izklesani v preprostih barvnih odtisih. Izpopolnjen lestenec je prikazan tudi v odsevu ogledala. Bogate barve slike vlečejo gledalca, globoke sence ustvarjajo kontrast proti svetlosti vira svetlobe. Čopič sama daje koži teksturo in živahnost. Pogled, v katerem je gledalcu dano, prinaša intimnost slike, zaradi česar je gledalec tam z žensko, ko uživa v svojem večeru.
Ta slika prikazuje sodobno žensko, ker se ne kaže kot kos za moški pogled. Govori o ženski kot o gledalki. Dokazano je, da sama uživa in ni zapeljiva niti gola. Prikazuje povprečen večerni izlet v Parizu in humanizira ženske na način, ki ga moški umetniki niso raziskovali. Kot slikarka žanra je znala reproducirati prizore vsakdanjega življenja, domačih okolij in zabav, ki jih bo romantizirala, da bi pomagala ustvariti eteričen zrak čudenja okoli žensk, ki jih je slikala. 
Poleg hitrih potez čopiča, ki kažejo na impresionistične slike, je Cassattova uveljavila tudi perspektivo, ki je bila običajna na številnih Degasovih slikah. To je povzročilo, da gledalci nikoli niso mogli povsem ugotoviti, kje na sliki bi stali, če bi bili prisotni v tem prizoru.

## Druga dela iz serije
Cassattova je upodobila sodobno žensko, ki ji daje eleganco in lepoto. »Nič ni bolj milostno iskrena in aristokratska od njenih portretov mladih žensk«. »Glamur, modni kostum, izjemno okusne nastavitve so služile ustvarjanju ideje, ki je bila razumljena kot moderna, bleda zapuščina pesnika.«  Naslikala je ženske nastajajočega srednjega / višjega razreda, ki se ukvarjajo s prostočasnimi dejavnostmi, kot so obiskovanje gledališča. Zaradi tega velja za realistko zaradi upodabljanja žensk v vsakdanjem življenju, na primer delovnih žensk ali prostočasnih žensk. Način, kako je žensko iz delavskega razreda upodabljala v »materinski samovljudnosti ali osebni tesnobi« je uokvirjena znotraj teh pripovedi. Veljalo je tudi za postimpresionistično.
Cassattova je svojo sestro Lidijo uporabila kot model za nekatere svoje slike, na primer Ženska z biserno ogrlico v loži. Cassattova in njena sestra sta živeli v Franciji leta 1877. Približno v tem času je postala tesna prijateljica z Degasom in njegov vpliv je razviden v njenem delu. Naredila je vrsto gledaliških prizorov, na primer In the Box, ki je bila narejena leta 1879, in Loža iz leta 1882.
Cassattova je Lidijo uporabljala tudi pri drugih slikah, kot so V gledališču, ki je bila narejena leta 1879; prikazuje Lydijo, ki sedi na morda istem rdečem stolu in se nagne naprej, tako da roke počivajo na kolenih. Ogromen prizor iz Ženske z biserno ogrlico v loži ni prisoten, saj ogledalo odraža temno sobo gledalca. Lestenec in elegantna obleka sta še vedno prisotni, kot je to na drugih slikah. Zrak prazničnega počutja je občutljiv.
Druga slika v tem opusu je In the Box, ki je bila narejena leta 1879; prikazuje dve ženski na balkonskih sedežih v gledališču, ki gledata predstavo, ki se odvija pred njima. Ozadje je obdelano na zelo podoben način s hitrimi potezami čopiča, da prenesejo občutek drugih figur na balkonskih sedežih čez njiju. Uporabljajo daljnogled in držijo oboževalce, tistega, ki žensko najbolj zasenči pred gledalcem. Loža iz leta 1882 prikazuje dve ženski, ki sedita in zdi se, da čakata, da se predstava začne. Te slike povezujejo Žensko z biserno ogrlico v loži zaradi vsebine in nenehnih tematik impresionizma, ženskosti in pomembnosti za sodobno žensko, ki uživa v nočnem mestu. »Cassattova je našla metodo, s katero je lahko navdušila svojo figuro, predvsem mlade ženske v pametnih dnevnih ali večernih oblačilih, s potrebo po umestitvi v družbeno okolje - enega izmed dvoumnih prostorov modernosti, ki bi ga meščanska ženskost lahko zasedla in izpodbijala.«

## Odziv
Cassattova je bila dobro ocenjena za svoje delo, ki je bilo leta 1879 predstavljeno na Avenue de L'Opéra med četrto razstavo impresionistov. »Njeno delo je izstopalo v velikem nasprotju s pokrajinami Moneta, Pissarroja in drugih, pa tudi natančnejšimi portreti Caillebotte in Zandomeneghija.« Čeprav je bila ocena v zvezi z njenim delom večinoma pozitivna, so bile tudi negativne kritike. To še vedno ni odvrnilo Cassattove niti njenih podpornikov. Njeno delo je bilo predstavljeno tudi na peti impresionistični razstavi leta 1880, na šesti impresionistični razstavi leta 1881 in osmi in zadnji impresionistični razstavi leta 1886.
Cassattine slike lahko štejemo za feministični komad. Iz nje je razvidno, da so 'starosti žensk': dojenčki, otroštvo, mladost ali starost, odraslost in materinstvo, zrelost in starost, prevladujoča tema v vsaki njeni sliki. Obleke, ki jih uporablja ko oblači svoje modele je »sam simbol ženskosti, ki je resničen predmet same slike«. Ali so njene slike opolnomočile druge z ženskostjo, jo na novo zasnovale, gledalca pa postale kot »pasivni nosilec idej ženskosti« ali s prikazom tesnih vezi, ki so jih imele ženske med družino in prijateljskimi odnosi, so te slike močno vplivale na umetniški svet.